# Uniwersytet Farerski
Uniwersytet Farerski (far. Fróðskaparsetur Føroya) – publiczny uczelnia usytuowana w Thorshavn na Wyspach Owczych. Na trzech wydziałach: Języka Farerskiego i Literatury, Nauk Ścisłych i Technologii oraz Historii i Nauk Społecznych, około 140 studentów może zdobyć wykształcenie podyplomowe, magisterskie i doktorskie. Jest to jedyny państwowy uniwersytet na świecie, gdzie wykłady prowadzone są w języku farerskim.
Uniwersytetowi co roku przyznawany jest przez państwo oddzielny budżet na rok 2007 wyniósł on 19 364 000 DKK.

## Historia
Nim powstał Uniwersytet Farerski musieli pojawić się jego inicjatorzy, tak też się stało w 1952 roku powstało Farerskie Towarzystwo Naukowe, które zaczęło dążyć do utworzenia na Wyspach Owczcyh ośrodka, w którym mieszkańcy mogliby uzyskać wyższe wykształcenie. Składało się ono z ludzi blisko związanych ze środowiskiem naukowym i akademickim, aktywnie się w nim udzielających, czego skutkiem był ogromny wkład we wzbogacenie farerskiego słownictwa, a następnie założenia 20 maja 1965 roku wyższej uczelni o łacińskiej nazwie Academia Færoensis.
Początkowo na Uniwersytecie działał jedynie jeden wykładowca Christian Matras oraz archiwista Maud Heinesen. Oferowano wtedy tylko jednoroczny kurs dla nauczycieli, na którym wykładano historię naturalną i język farerski, podejmowano więc te same działania, które wcześniej zainicjowało Farerskie Towarzystwo Naukowe. Kursy te trwały aż do późnych lat 80. XX wieku, kiedy zdecydowano, że powinny się one odbywać za pośrednictwem Narodowej Administracji Szkolnej.
Razem z rocznymi kursami zaczęły funkcjonować także wykłady na różne tematy oraz szkoły wieczorowe. W 1967 powstała rada, której zadaniem było utrwalanie farerskiej kultury ludowej. Kontynuacją tej działalności od 1970 miała zająć się nowa rada dziedzictwa kulturowego, którą zobowiązano do zebrania wszystkich materiałów odnoszących się do farerskiego życia i folkloru. Po dziś dzień wyniki ich pracy można oglądać na wydziale Języka Farerskiego i Literatury. Dwa lata później nowa rada podjęła się zebrania wszystkich hymnów i ballad farerskich.
Nauczanie akademickie na uniwersytecie rozpoczęło się w 1970, pierwszym przedmiotem stała się filozofia, po roku odbył się pierwszy egzamin końcowy. Studia dyplomowe zaczęły się w 1972 od kursów z filozofii oraz nauk przyrodniczych. Dziesięć lat później miały początek regularne studia na kierunkach matematyczno-fizycznym oraz biologiczno-chemicznym. Od 1987 na wydziałach ścisłych rozpoczęły się pierwsze studia licencjackie.
Kierunki humanistyczne zaczęły swój rozwój nieco później, bo pierwsze kursy na Wydziale Języka Farerskiego i Literatury rozpoczęły się w 1974 roku. Początkowo zakładały one tylko jeden rok nauki, dwa lata później zdecydowano jednak, że do egzaminu końcowego uczniowie będą przygotowywać się w czasie studiów dwuletnich.
W 1976 zadecydowano o wprowadzeniu dwuletniego kursu teologii w porozumieniu z uniwersytetami w Danii i Islandii, gdzie można było później dokończyć studia. Pierwsze dwa lata były okresem próbnym, dopiero od 1978 założono Departament Teologiczny. Do 1987 historia i teologia były złączone na jednym kierunku, postanowiono jednak je oddzielić. Historię włączono w zakres nauk humanistycznych i dano możliwość studiów licencjackich, teologię zaś przestano wykładać jako przedmiot dyplomowy w 1988 roku.
W 1986 na Uniwersytecie pojawiło się dwóch nowych profesorów: Mortan Nolsøe (folklor) oraz Jóhan Hendrik Winther Poulsen (języki nordyckie, szczególnie język farerski). Trzy lata później szeregi zasilił jeszcze dr Hans Jacob Debes wykładowca historii powszechnej i Wysp Owczych oraz dr Jóan Pauli Joensen, aktualny rektor i wykładowca antropologii i historii cywilizacji. Od 1991 naucza jeszcze Ph.D. Magnus Danielsen inżynierii elektrycznej.
Fróðskaparsetur Føroya uzyskał tytuł uniwersytetu dopiero w 1990, jednak już trzy lata wcześniej weszła w życie ustawa normująca jego działanie. Poprawiono ją jeszcze w 1995, gdy upraszczano struktury uniwersytetu. Miał on bezpośrednio podlegać rządowi Wysp Owczych. Na czele uniwersytetu od tamtej pory miał stać rektor stojący na czele Rady Uniwersytetu i komitetów wydziałowych. Zadaniem rektora jest codzienna odpowiedzialność zarządzania uczelnią, w czym pomaga mu zarząd, na którego czele stoi archiwista.
W okresie 1993–95 wprowadzono jednoroczne kursy z ekonomii, handlu, języków obcych oraz socjologii. Było to spowodowane kryzysem gospodarczym jaki nawiedził Wyspy Owcze w tych latach. Od 2000 ponownie rozpoczęto działalność tych kierunków.
W 1995 do grona wykładowców dołączył biolog, dr Arne Nørrevang, a rok później uczelnia doczekała się nowego nauczyciela od kultury ludowej Eyðuna Andreassena. Kolejni wykładowcy dołączyli już w XXI wieku, 2001 – Dorete Bloch, półetatowy profesor zoologii oraz w 2004 Malan Marnersdóttir jako wykładowca literatury.
1996 to rok, w którym farerski parlament wydał zgodę na utworzenie studiów doktoranckich (Ph.D.). Pierwszym, który obronił swą pracę był Jóannes Dalsgaard w 1997 roku. Do dziś tytuł doktora (Ph.D.) otrzymało siedem osób, a zainteresowanie stale rośnie.
Od 1999 Wydział Nauk Przyrodniczych i Technologii, przy dużym wsparciu kompanii naftowych dał możliwość trzyletnich studiów, które miały za cel specjalizację inżynierów petrochemii, pierwsi studenci otrzymali dyplomy w 2002 roku.
W listopadzie 2007 roku Uniwersytet złożył wniosek do Løgtingu w celu rozszerzenia swój zakres nauczania o Szkołę Pielęgniarstwa i Kolegium Nauczycielskie.

### Rektorzy
Funkcja rektora istnieje dopiero od roku 1987 kiedy rząd wydał ustawę precyzującą funkcjonowanie Academia Færoensis. Przez te lata sprawowały ją cztery osoby, z czego jedna dwukrotnie:
- Petur Zachariassen (1987–1990)
- Jóan Pauli Joensen(inne języki) (1991–1998)
- Arne Nørrevang(inne języki) (1998)
- Malan Marnersdóttir(inne języki) (1998–2004)
- Jóan Pauli Joensen (2004–)